# Detroit (Texas)
Detroit is een town in de Amerikaanse staat Texas. De stad kende bij de volkstelling van 2000 776 inwoners.
De stad is gelegen in de Red River County, in het noordoosten van Texas.
Detroit is vooral bekend van ex-vicepresident John Nance Garner, die er geboren is. In het nabijgelegen Uvalde had Garner lange tijd een schapenboerderij. Aldaar zou hij vlak voor zijn 99e verjaardag ook sterven.
De plaats ontstond bij de bouw van de spoorlijn Missouri Pacific Railroad in de beginjaren van de jaren 1870. Nadat de spoorlijn in 1876 klaar was besloot het postkantoor, The Starkesville Post Office van Starkesville, naar de nieuwe plaats te verhuizen. De plaats was toen nog Bennet geheten. In 1884 woonden in Bennet zo'n 200 mensen. Er waren onder meer twee molens, een kerk en een districtschool.
In 1887 werd de plaats onder invloed van een agent van de spoorlijn, ene J.M. Stephens, die er woonde, omgedoopt tot Detroit, onder meer omdat dit de naam was van zijn geboorteplaats, de stad Detroit in de staat Michigan. De plaatst groeide in die periode flink. In 1890 woonden er 750 mensen in de plaats, die dan een stad is geworden. Er verschijnt vanaf dan ook wekelijks een krant, de New Era geheten. De groei van de plaats leek niet meer te stoppen. Nog geen twee jaar later was het inwonertal gegroeid naar 900, een bank en twee hotels openden in die periode hun deuren. In 1910 woonden er 1500 mensen.
Daarna zakte plots het aantal inwoners net zo snel als dat het groeide. In 1960 woonden er nog maar 425 mensen in de stad, een dieptepunt tot dan toe. In 1970 woonden er 726 mensen, de stad kende daarna een schommeling tussen 700 en 850 inwoners. In 2000 werden bij de volkstelling 776 inwoners geteld.

## Plaatsen in de nabije omgeving
De onderstaande figuur toont nabijgelegen plaatsen in een straal van 20 km rond Detroit.

## Geboren
- John N. Garner (1868-1967), vicepresident van de Verenigde Staten en advocaat